# Résolution 2623 du Conseil de sécurité des Nations unies
Membres permanents
- Chine
- États-Unis
- France
- Royaume-Uni
- Russie

Membres non permanents
- Albanie
- Brésil
- Émirats arabes unis
- Gabon
- Ghana
- Inde
- Irlande
- Kenya
- Mexique
- Norvège

Résolution no 2622 Résolution no 2624
La résolution 2623 du Conseil de sécurité des Nations unies portant sur l'invasion de l'Ukraine par la Russie de 2022 est adoptée le 27 février 2022 au cours de la onzième session extraordinaire d'urgence de l'Assemblée générale des Nations unies.

## Base
La résolution 377 du Conseil de sécurité des Nations unies, dite de l'Union pour le maintien de la paix, adoptée pendant la guerre de Corée, dispose que, dans tous les cas où le Conseil de sécurité, en raison d'une absence d'unanimité parmi ses cinq membres permanents, n'arrive pas à agir comme il se doit pour maintenir la paix et la sécurité internationales, l'Assemblée générale se saisit immédiatement de la question et peut adresser aux membres des Nations unies des recommandations appropriées concernant des mesures collectives, y compris le recours à la force armée si nécessaire, afin de maintenir ou de rétablir la paix et la sécurité internationales.
La résolution 2623 constitue le 13e usage (le 8e par le Conseil de sécurité) de la résolution « Union pour le maintien de la Paix » pour convoquer une session d’urgence de l’Assemblée générale.

## Vote
La résolution 2623 est présentée conjointement par les États-Unis (représentés par Linda Thomas-Greenfield) et par l'Albanie (représentée par Ferit Hoxha), qui siège au Conseil de sécurité pour la première fois de son histoire. 
Le détail des votes se présente comme suit (avec les membres permanents indiqués en gras): 
| Pour (11) | Abstention (3)                       | Contre (1) |
| --- | ------------------------------------ | ---------- |
| - Albanie - Brésil - États-Unis - France - Gabon - Ghana - Irlande - Kenya - Mexique - Norvège - Royaume-Uni | - Chine - Émirats arabes unis - Inde | - Russie   |